# Jason Sudeikis
Daniel Jason Sudeikis (ur. 18 września 1975 w Fairfax) – amerykański aktor i komik. Występuje w programie Saturday Night Live. Poprowadził galę MTV Movie Awards 2011.

## Filmografia
- 2007: Jak złamać 10 przykazań jako Tony Contiella
- 2008: Co się zdarzyło w Las Vegas jako Mason
- 2008: Nowa generacja jako Justin Pin
- 2010: Dorwać byłą jako Stewart
- 2010: Stosunki międzymiastowe jako Box
- 2011: Bez smyczy jako Fred
- 2011: Szefowie wrogowie jako Kurt Buckman
- 2011: Zróbmy sobie orgię jako Eric Keppler
- 2012: Wyborcze jaja jako Mitch Wilson
- 2013: Movie 43 jako fałszywy Batman
- 2013: Millerowie jako David Clark
- 2014: Szefowie wrogowie 2 jako Kurt Buckman
- 2016: Dzień Matki jako Bradley Barton
- 2018: Driven jako pilot Jim Hoffman
- 2020: Scooby Doo i... zgadnij kto?, odcinek: Poszukiwacze zagionionych trampek! jako on sam (głos)
- 2020: Ted Lasso jako Ted Lasso

## Życie prywatne

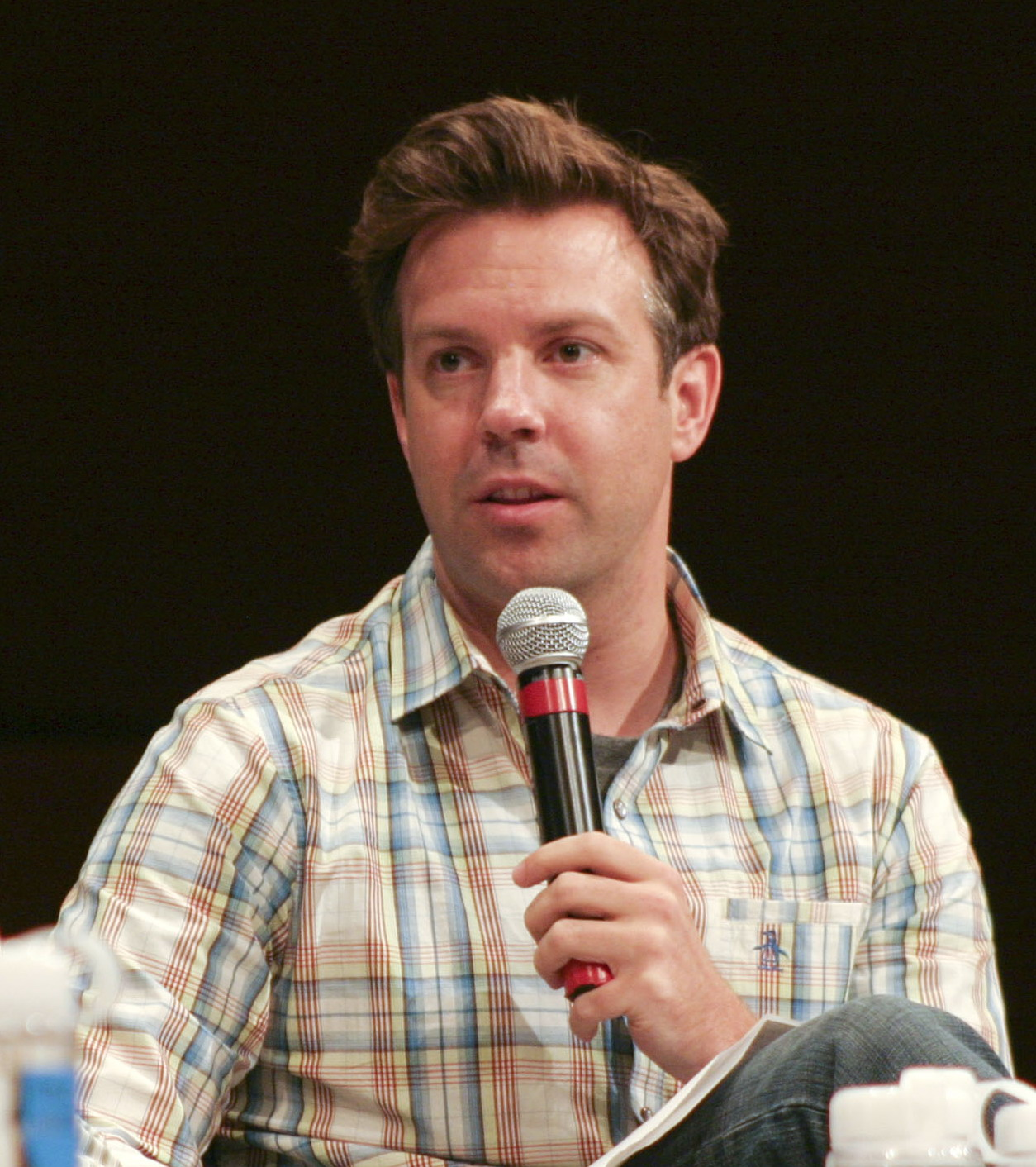
Jason Sudeikis podczas New York Television Festival w 2009 roku

W latach 2011–2020 był związany z aktorką Olivią Wilde. Mają dwoje dzieci: syna Otisa Alexandra (ur. 20 kwietnia 2014) i córkę Daisy Josephine Sudeikis (ur. 11 października 2016).